# 坎波福爾米奧站
坎波福爾米奧站 （法語：Campo Formio）是巴黎地鐵的一個車站，服務巴黎地鐵5號線。坎波福爾米奧站這個站名是紀念1797年法國和奧地利之間簽訂的坎波福爾米奧條約。在1918年的第一次世界大戰中，德國曾轟炸這個車站。

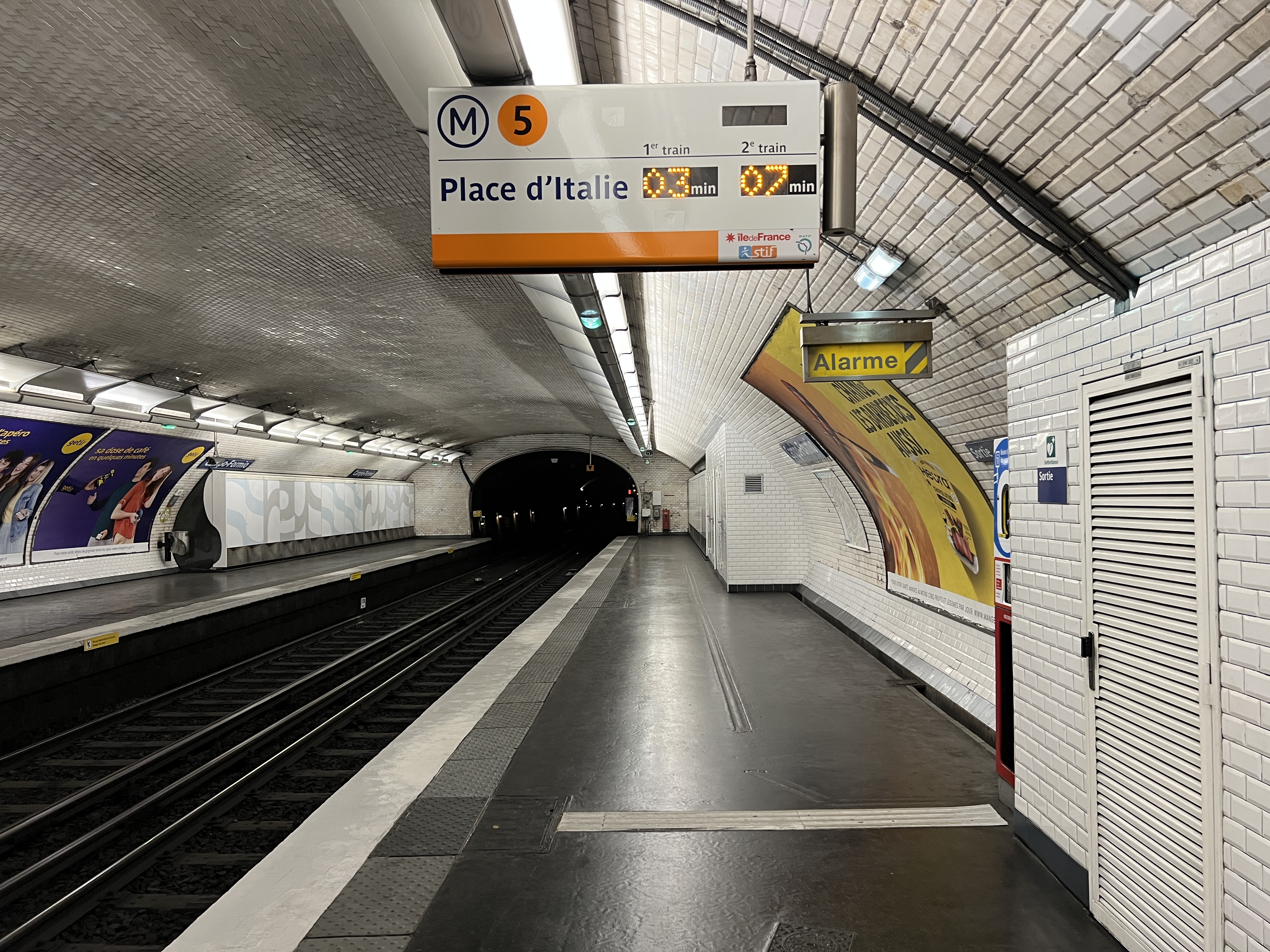
月台 (2022年6月)

## 車站結構
| 街道  |                    |                                    |
| B1    | 夾層               |                                    |
| 5號線 | 南行               | 往意大利廣場（總站）               |
| 5號線 | 島式月台，左側開門 |                                    |
| 5號線 | 北行               | 往博比尼-巴勃羅·畢卡索（聖馬塞爾） |